# Człowiek (album)
"Człowiek" – piąty album zespołu Akurat. Płyta została wydana 31 maja 2010 roku nakładem Mystic Production. Nagrania zostały zarejestrowane w podkrakowskiej Skawinie. Miksowanie i mastering wykonali Tomasz Bonarowski i Grzegorz Piwkowski. Płyta jest dostępna w dwóch wersjach okładkowych - żeńskiej i męskiej. Wydawnictwo promował singel "Godowy majowy", do utworu został zrealizowany teledysk, który wyreżyserował Ronnie Deelen.

## Lista utworów
1. "Tak zwyczajnie"	- 4:36
2. "Godowy majowy"	- 2:45
3. "Knebelek"		- 4:45
4. "Ale człowiek song"	- 4:04
5. "Nie fikam"		- 3:50
6. "Więź"		- 4:16
7. "Co chcę"		- 4:21
8. "Zoo zoo zoo"		- 3:51
9. "Jesienna"		- 4:39
10. "Ciesz się"		- 3:40
11. "Danse macabre"	- 3:43